# Der Fall Gleiwitz
Der Fall Gleiwitz ist ein Spielfilm der DEFA aus dem Jahr 1961. Die Handlung wurde nach den Aussagen des SS-Mannes Alfred Naujocks vor britischen Vernehmungsbehörden und im Nürnberger Prozess minutiös rekonstruiert.

## Handlung
Der Film behandelt den von der SS inszenierten Überfall auf den Sender Gleiwitz am Abend des 31. August 1939, der der NS-Propaganda zusammen mit anderen Ereignissen als Vorwand zum Überfall auf Polen als Beginn des Zweiten Weltkriegs diente.
Die Anfangseinstellung zeigt die Kinovorführung einer Wochenschau, die kriegsverherrlichend über eine Militärparade berichtet. Unter den Zuschauern ist (in Zivil) SS-Hauptsturmführer Alfred Naujocks, der in einigen Passagen des Films als Erzähler der Ereignisse aus seiner Sicht zu hören ist.
Gestapochef Müller rekrutiert volksdeutsche SS-Angehörige, darunter Naujocks, um in Verkleidung Überfälle polnischer Freischärler auf deutsche Einrichtungen zu inszenieren. Parallel dazu werden einzelne polnische KZ-Häftlinge an Orte im Grenzgebiet verlegt. Für die Einsatzgruppen werden polnische Uniformen und Waffen bereitgestellt.
Nach Platzierung eines Störgeräusches verschafft sich Naujocks mit gefälschtem Dienstausweis und Uniform der Reichspost als angeblicher Störungstechniker Zutritt zum Sender (der nur als Relaisstation das Programm des Senders Breslau ausstrahlt und daher wenig Personal hat), um sich dort zu orientieren.
Ein KZ-Häftling soll – als angeblicher Täter präpariert – im Anschluss an den Überfall am Sender erschossen werden. Dazu wird ein Hilfspolizist eingeweiht, der nachher aussagen würde, dass er auf einen Flüchtenden geschossen hätte. Ein gleichfalls eingeweihter Arzt verabreicht dem Häftling eine Injektion, die ihn für drei bis vier Stunden betäubt, so dass eine Obduktion ergeben würde, dass der Tod erst durch den Schuss eintrat.
Die Gruppe um Naujocks fährt nicht in Uniform, sondern in ziviler Kleidung mit zwei Wagen zum Sender. Auf dem Weg dahin übergibt ihnen die Gestapo den betäubten Häftling und für dessen Ermordung einen Karabiner K98, wie ihn auch die örtliche Polizeistation hat. Ein Mann der Schutzstaffel übersteigt und öffnet das Tor zur Anlage, die Gruppe dringt in das Gebäude ein und sperrt die Techniker in den Keller.
In einem Schrank findet Naujocks das Notmikrofon, unterbricht das Programm und lässt einen zweisprachigen Untergebenen einen deutsch und polnisch abgefassten Aufruf verlesen. Währenddessen zertrümmern die anderen einiges Mobiliar als Hintergrundgeräusche für die Sendung. Nach wenigen Minuten bricht Naujocks die Durchsage ab, die Gruppe verlässt den Sender, bevor die Polizei eintrifft, und ein Mann der Schutzstaffel erschießt den gerade erwachenden Häftling vor dem Sender.
In der Schlusseinstellung gehen die Männer von der Kamera weg auf den Sendemast zu. Im Hintergrund ist zunächst ein Teil aus Hitlers Radioansprache vom 1. September 1939 zu hören, die mit den Worten „Seit 5 Uhr 45 wird jetzt zurückgeschossen“ endet, gefolgt von der ersten Strophe des Deutschlandliedes. Darüber wird zum Schluss groß der Text „43.000.000 Tote“ geblendet.

## Hintergrund
Die Filmaufnahmen erfolgten am Originalschauplatz in der Zeit von August 1960 bis März 1961. 
Die Studioabnahme der DEFA erhielt der Film problemlos, Slatan Dudow hatte sich ausgesprochen positiv geäußert. Trotzdem geriet Der Fall Gleiwitz anschließend heftig in die Kritik einiger SED-Kulturfunktionäre. Alfred Kurella, Verfechter des sozialistischen Realismus und Kandidat des Politbüros, fragte, warum das Positive, der antifaschistische Widerstand im Film völlig fehle und äußerte schließlich den Verdacht, der Film ästhetisiere und glorifiziere den Faschismus. Die Kritiker konnten sich aber nicht durchsetzen: Der Film wurde außer Konkurrenz zu den Festivals nach Edinburgh und Moskau geschickt und ab dem 24. August 1961 lief er auch in den Kinos der DDR. Im Nachklang kritisierte das ZK-Mitglied Arno Röder im Neuen Deutschland „Konzeption, Inhalt und künstlerische Aussage“ als „unzulänglich“.
Aufgrund der Boykotthaltung des Interministeriellen Ausschusses der Adenauer-Regierung gegenüber DEFA-Produktionen konnte der Film erst zwei Jahre später in Westdeutschland im Rahmen von Filmclub-Veranstaltungen gezeigt werden. Teilweise hatten die Vorführungen juristische Folgen, so auch die Aufnahme eines Ermittlungsverfahren des Hamburger Generalstaatsanwalts gegen Naujocks.

## Zitate zum Film
„Der beeindruckende Film, ein Gleichnis auf mechanische Befehlsvollstreckung in einer totalitären Diktatur, überzeugt durch seine kühlen, geometrischen Bilder und eine Regie, die von allen Nebensächlichkeiten abstrahiert.“

„Ich wirke arrogant, eigne mich also vom Äußeren her für diese Rollen, die durch ihre gründliche Gestaltung … die ganze Gefährlichkeit dieser Verbrecher in SS-Uniform deutlich macht.“